# Alain Crombecque
Alain Crombecque, né le 5 octobre 1939 à Lyon 2e et mort le 12 octobre 2009 à Paris 14e, est un directeur de festivals français. À la tête du Festival d'Avignon et du Festival d'automne de Paris, il fut un acteur majeur et admiré de la vie culturelle française, des années 1970 à sa mort. 

## Biographie
Alain Crombecque est recruté lors de la création du Festival d'automne de Paris, en 1972 par Michel Guy, comme attaché de presse. Devenu officieusement un conseiller du fondateur pour la programmation artistique, il assure l'intérim lorsque celui-ci est nommé au secrétaire d'État à la culture. Au retour de Michel Guy en 1976, il quitte l'équipe du festival pour travailler au Théâtre Nanterre-Amandiers aux côtés de Patrice Chéreau et Catherine Tasca. Il réalise également plusieurs missions à l'international entre 1978 et 1981 pour le festival de théâtre de Nancy. 
En 1985, le maire d'Avignon Jean-Pierre Roux nomme Alain Crombecque, sur les conseils de Michel Guy, à la tête du Festival d'Avignon pour succéder à Bernard Faivre d'Arcier. Jusqu'en 1992, il y poursuit l’œuvre engagée par Jean Vilar. Il retrouve sa place de conseiller artistique au Festival d'automne à Paris en 1990, d'abord officieusement étant toujours à la tête du festival d'Avignon, puis officiellement comme directeur depuis 1993. Il est également, entre 1993 à 1995, délégué général du « Premier siècle du cinéma ». 
En 2010, il reçoit en hommage le prix de la personnalité chorégraphique de l'année du Syndicat de la critique.

## Décoration
- Commandeur de l'ordre des Arts et des Lettres. Il est fait commandeur lors de la promotion du 24 novembre 1994[3].